# Casa consistorial de Sangüesa
La Casa consistorial de Sangüesa, también conocido popularmente como Las Arcadas, es un edificio renacentista, sede del ayuntamiento del municipio de Sangüesa (España), y una de las casas consistoriales más antiguas de Navarra. Se sitúa en la rúa Mayor de la localidad, en el lugar que ocupaba el ala norte del Palacio Real de Sangüesa también conocido como del Príncipe de Vianay de doña Blanca de Navarra.

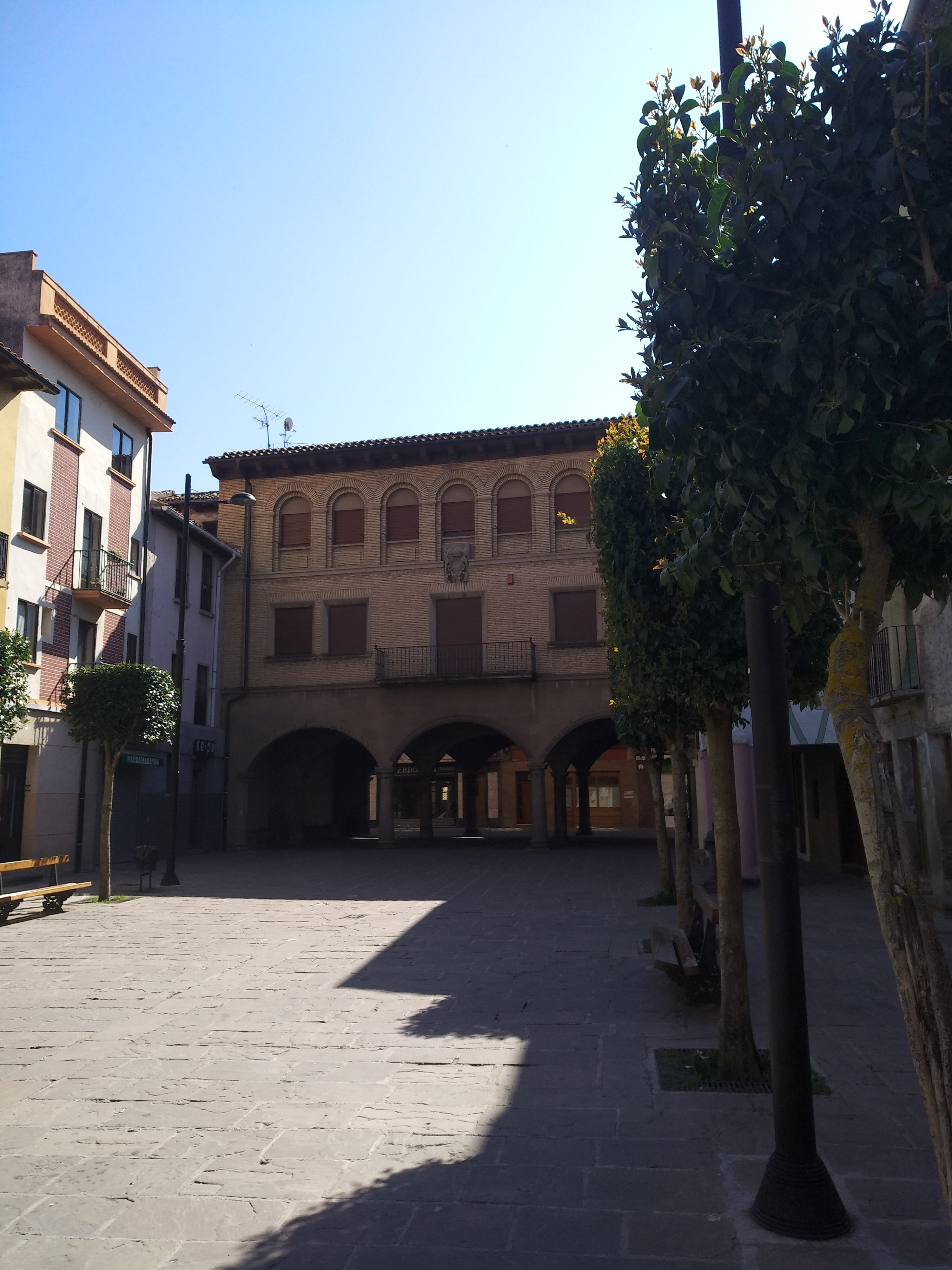
Casa consistorial de Sangüesa (fachada norte). El Patio de la Galería era el antiguo patio de armas del Palacio Real, situado al otro lado.

## Contexto histórico
Durante la Edad Media, dentro del panorama del reino de Navarra, «fueron escasos los Concejos que contaban con un edificio propio en el que reunirse y desde el que regir los destinos de las villas y ciudades». Habitualmente tales reuniones tenían lugar en espacios destinados a otros usos, «desde iglesias, claustros y ermitas, hasta hospitales, torres y mercados, e incluso en la misma calle o plaza pública.» Gracias a la documentación preservada (fueros, ordenanza y actas municipales) se tiene noticia de los mismos cuando son mencionados.
En el caso concreto de Sangüesa, uno de los lugares más frecuentados para las reuniones concejiles era la iglesia parroquial de Santa María la Real (desde el siglo XIII hasta el siglo XVI). Esta iglesia contaba con un patronato laico de doce miembros (de "hombres buenos", de vecinos nobles y destacados) entre los cuales era habitual el alcalde y algunos jurados. La documentación precisa los lugares: "Cambra de jurados, fosal o cimiterio, puerta de la abadía".
Se mencionan otros lugares de reunión como la sala del refectorio del convento de San Francisco, fundado por Teobaldo II de Navarra en 1266. Consta su uso especialmente durante los siglos XIV y XV. El mismo escenario sirvió también en esa época, e incluso en los siglos siguientes (XVI-XVIII) como sede de reunión de las Cortes Generales del Reino de Navarra.

Un tercer lugar frecuente para estas asambleas municipales fuel el palacio real comprado por el municipio en 1535 por un importe de mil ducados. También este edificio sirvió para reuniones de Cortes. Sin embargo, el estado de la construcción regia debía ser lamentable al haber funcionado como acuartelamiento de tropas durante la incorporación de Navarra a Castilla. Tal estado determinó en 1569 la construcción de una casa consistorial propia y específica.

Escudo de la ciudad de Sangüesa (Navarra), en forma de medio punto, según el blasón:
- Partido de plata con un castillo de tres torres en su color natural acompañado por las siglas S. A., primera y última letra del nombre de la ciudad, de gules.
- Partido con las cuatro barras rojas de Aragón sobre campo de plata.
- Bordura de gules con las cadenas de Navarra en oro.
- Por timbre una corona real abierta y por leyenda «LA QUE NUNCA FALTÓ».

## Descripción
Fue construida en 1570, obra de Pedro de Orendáin, vecino de Sangüesa, que traspasa la obra a Domingo Aya, cantero de Aibar. Su construcción queda interrumpida por falta de recursos económicos y se retoma en 1602 por los ensambladores sangüesinos Juan de Biniés, Juan de Echenagusia y Juan de Bendens, junto al yesero Juan Pérez de Gabiría y el cerrajero Pascual de Ríos.
El edificio se ubica, en medio de la Rúa Mayor, eje principal de la ciudad, en la zona «correspondiente a la fachada meridional del castillo-palacio que enlazaba a través de una galería porticada con el núcleo del mismo situado al norte.» El antiguo patio de armas forma ahora una plaza conocida como «la Galería». Este espacio «se convirtió en la plaza más importante de la localidad.»
Así se expresaba en el siglo XVIII el aristócrata y poeta local José Clemente Quintana sobre este espacio urbano y su variado uso:

Adiós, casa de la Ciudad
con tu frontera, adornada
de víctores y nobleza
de personas realzadas
 que salieron de Sangüesa
servir al rey de España.

Adiós Plaza de los Arcos
donde el mercado se planta
donde se vende la fruta.

hortaliza y ensalada.

Adiós la carnicería
que en Las Arcadas te hallas,

donde se vende el tocino.
pescado, carnero y vaca,
y junto el Peso Real
donde la razón se halla.
Adiós plaza de señores
donde el Mentidero estaba,
donde todo caballero
corría la caravana,
y en tiempo de verano
solían jugar a pala.
Adiós bella galería
juego de pelota y plaza.

Adiós casa consistorio
con dos torres elevadas,
el ilustre ayuntamiento
y el alcalde con su vara,
que es señor de horca y cuchillo,
por los reyes de Navarra,
para ajusticiar a todos
lo que tienen justa causa.
Adiós la cárcel famosa.
con puerta de hierro te hallas,
también con dos calabozos,
que melancolía causan, donde los valientes
y los traviesos se amansan.

Adiós portal de la cárcel,
que da al cierzo cara a cara,
 y eras de Santa María,
que hacia San Babil miraban.

Adiós el trinquete, en donde,
a la pelota jugaban,
y en donde Pancho Rotaza
tiene ganancias dobladas.

Adiós calle San Miguel,
que eres en extremo larga.

### Exterior

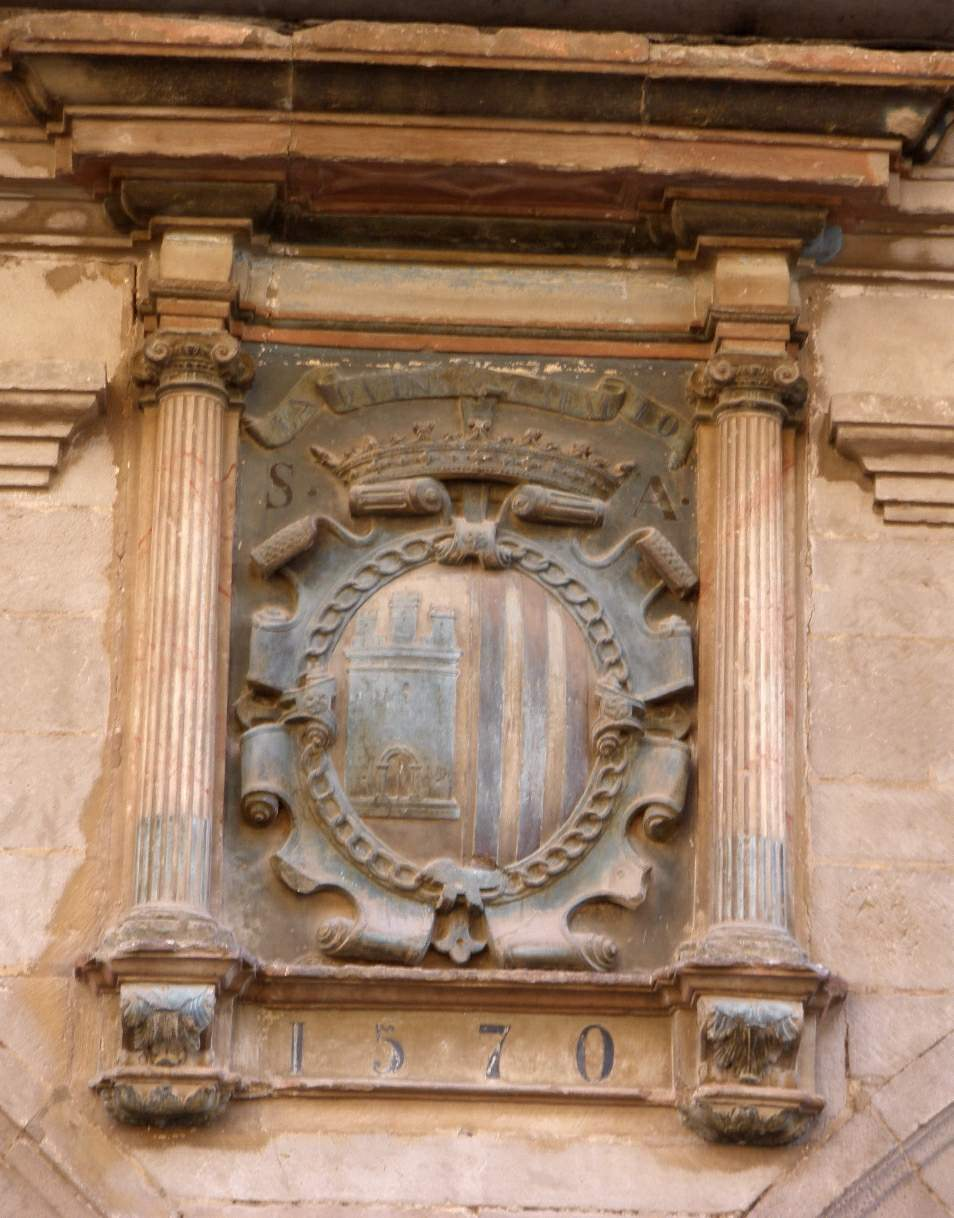
Escudo de Sangüesa, obra del escultor Miguel de Casanova y Aibar, policromado por Antonio de Arara, con la fecha de inicio de la construcción del edificio.

Esta galería porticada se sostiene sobre cuatro arcos rebajados sobre pilares dóricos, presentando balcones en ambos lados y en la primera planta. Se remata el conjunto con un alero en saledizo, labrado en madera, un elemento presente en otros edificios consistoriales navarros «que enriquecen su perfil, a la vez que contribuyen a su ornato al incorporar canes tallados.» En el caso de Sangüesa está «en la línea de los palacios aragoneses.»
En el centro de la fachada se puede observar el escudo del municipio con el año de su colocación, obra del escultor Miguel de Casanova y Aibar, policromado por Antonio de Arara. En su lado norte se abre una plaza, antiguo patio de armas del Palacio Real, conocida como «la Galería».
La fachada norte, a la plaza, se muestra en ladrillo caravista, mientras que a la Rúa Mayor, muestra «pinturas en fachada imitando azulejos rematado por friso de jarrones bajo el alero de madera.»
Como ocurrió en muchas otras casas consistoriales durante la Edad Moderna, la fachada se adornaba con vítores (o víctores) cuando algún hijo de la localidad lograba un mérito, bien un nombramiento, bien una titulación académica de alto nivel. Así está registrado en el caso de Isidoro Gil de Jaz, «Consejero de Su Majestad, Oidor del Consejo del Reino, Regente de Oviedo» que fue ascendido el 16 de agosto de 1752 al «Real y Supremo Consejo de Castilla» por lo que se «mandó al Ayuntamiento ponerle víctor.»

### Interior
En su interior la casa consistorial conserva algunas esculturas y varios lienzos.
Entre las esculturas destaca una de San Sebastián «de canon alargado, muy esbelto, obra probable de Gaspar Ramos, de principios del siglo XVII.»
También son relevantes dos tablas pintadas representando a sendos santos carmelitas. Proceden del tríptico de San Antón de la iglesia del Carmen. En un caso lleva un libro abierto mientras que en el otro caso se muestra cerrado, sobre fondo de brocado y paisaje. Estilísticamente se alinea con la corriente pictórica hispanoflamenca, una corriente típica de la segunda mitad del siglo XV. Con base en los rostros retratados estas tablan pudieran relacionarse con las de Muruzábal y con el San Lorenzo de Muniáin de la Solana.
Otra obra de pintura que se albergó en su interior durante un tiempo, desde 1968 hasta 2012, muestra un retrato de Miguel José de Azanza, natural de Aoiz, que fue ministro de la Guerra, virrey de Méjico y duque de Santa Fe. La figura se presenta «de cuerpo entero, en pie, junto a la mesa de su despacho con un libro en su mano.» En opinión de varios expertos del Museo del Prado se atribuye al pintor Agustín Esteve que ya hizo otro retrato de Azanza conservado en Nueva York. Actualmente, tras las labores de restauración ejecutadas en 2012, se encuentra en el Palacio de Vallesantoro.
Otras pinturas conservadas en su interior son:
- Un retrato de Raimundo de Lumbier y Sos, natural de Sangúesa, «catedrático de prima (Teología) en la Universidad de Zaragoza, provincial de la orden y prior en Sangüesa, prolífico autor de obras teológicas y morales»;[20] va con hábitos de carmelita y está en actitud de escribir.
- Un retrato de Fermín Lubián y Sos, nacido en Sangüesa, canónigo de la Catedral de Pamplona. Se muestra la figura sentada en la mesa de su despacho. Tiene una carta fechada en 1770 año de su fallecimiento.
- Un retrato de Diego Ramos, prior y provincial de los carmelitas, hijo del escultor sangüesino Gaspar Ramos. Parece estar realizado por el mismo autor del retrato de Raimundo de Lumbier y Sos y fechado también en el siglo XVIII.[6]

## Curiosidad relacionada
En el Pueblo Español de Barcelona se encuentra una reproducción del mismo, construida en 1929. Se trata de uno de los bienes asociados al Camino de Santiago que España mandó a la Unesco en su dosier «Inventario Retrospectivo - Elementos Asociados» (Retrospective Inventory - Associated Components).